# Białoruska Partia Chłopska „Zielony Dąb”
Białoruska Partia Chłopska „Zielony Dąb” (biał. Беларуская сялянская партыя «Зялёны Дуб») – białoruska organizacja partyzancka wspierana przez Polskę, działająca na terytorium Białoruskiej SRR w pierwszej połowie lat 20. XX wieku. Jej oddziały prowadziły walkę zbrojną przeciwko władzy bolszewików. Głównym jej celem było uzyskanie niepodległości przez Białoruską Republikę Ludową.
„Zielony Dąb” powstał w 1910 roku jako młodzieżowa organizacja kulturalna zorientowana na chłopów i inteligencję. Działalność bojową podjął latem 1919. Gazety „Zwon” i „Biełaruś” wydrukowały wówczas „Dziennik armii Zielonego Dębu” opracowany przez dowódcę oddziałów zbrojnych partii, Wiaczasłaua Adamowicza (ps. Dziarhacz). Jesienią 1920 utworzono główny sztab oddziałów partyzanckich, na czele którego stanął płk. Uładzimir Ksianiewicz (ps. Hracz) oraz opracowano tekst statutu.
Zgodnie ze statutem, porządek państwowy na Białorusi oraz kwestia ziemi powinny być określone przez Zjazd Założycielski. Przewidywano intensywną białorutenizację, a także orientację na Zachód, zwłaszcza na Polskę i Ukrainę.
Główny sztab „Zielonego Dębu” znajdował się w Łunińcu, który wówczas znajdował się na terytorium II Rzeczypospolitej. Tam oddziały kompletowały się, zbroiły i za przyzwoleniem i wsparciem polskiego wywiadu dokonywały wypadów na terytorium kontrolowane przez wojsko radzieckie, a w przypadku niebezpieczeństw wycofywały się do Polski. W początkowym okresie organizacja liczyła ok. 400 bojowników. Podzielili się oni na „piątki”, które następnie stawały się rdzeniami kolejnych powstańczych oddziałów, ośrodkami przyciągającymi niezadowolonych z bolszewickiej władzy chłopów. W sumie udało się sformować kilkanaście oddziałów. Zialonadubcy prowadzili działania bojowe w powiatach: słuckim, mozyrskim, bobrujskim, borysowskim i ihumeńskim. Ataman Dziarhacz kierował oddziałami poleskimi.
Na pieczęci „Zielonego Dębu” znajdował się wizerunek Pogoni, a także czaszka i krzyżowane piszczele. Jednocześnie sztab organizacji i ataman Dziarhacz korzystali z pieczęci z wizerunkiem trzech dębowych listków.
Wprawdzie hasłem „Zielonego Dębu” była walka o niepodległą Białoruś w granicach etnograficznych, lecz, jak się wydaje, miało ono jedynie propagandowe znaczenie. Wielu oficerów białoruskich, prowadzących wojnę z bolszewikami na początku 1921 roku, uważało zawieszenie broni na granicy polsko-radzieckiej za stan przejściowy. W tym przekonaniu prawdopodobnie utwierdzali ich przedstawiciele polskiego wywiadu, dostarczając broni i środków na utrzymanie oddziałów. Po podpisaniu 18 marca 1921 roku traktatu ryskiego część dowódców „Zielonego Dębu” uznała białoruski rząd emigracyjny Wacława Łastouskiego za jedynego reprezentanta narodu białoruskiego. Wielu zmieniło front, zaprzestało prowadzenia partyzantki antyradzieckiej, przyłączyło się do ruchu organizowanego przez ośrodek kowieński na terenie Grodzieńszczyzny i Wileńszczyzny. Latem 1921 roku władze polskie, zgodnie z postanowieniami traktatu ryskiego, zabroniły Białorusinom prowadzenia jakichkolwiek działań przeciwko ZSRR z terytorium Polski. W ramach likwidowania antyradzieckich ośrodków w granicach państwa polskiego zabroniono wydawania pism w języku białoruskim oraz zamknięto szkoły białoruskie na Grodzieńszczyźnie.